# Lars Dencik
Lars Dencik, född 17 maj 1941 i Borås, är en svensk socialpsykolog. Han är professor emeritus i socialpsykologi vid Roskilde universitet.
Lars Denciks föräldrar fick 1939 asyl i Sverige på grund av Nazitysklands förföljelse av judar i det ockuperade Tjeckoslovakien. Han studerade vid Lunds universitet 1963–1971 och var från 1974 verksam vid  Roskilde Universitetscenter, sedermera som professor i socialpsykologi. Han har forskat om bland annat betydelsen av samhällelig modernisering för individers identitetsupplevelse och familjemönster. Många av hans publikationer handlar om judendomen i det moderna samhället.
Lars Dencik har deltagit i den offentliga debatten och bland annat  argumenterat mot ett förbud av omskärelse av pojkar.
Han var gift med Kerstin Allroth och är far till Daniel Dencik och David Dencik.